# Carl Frei
Pour les articles homonymes, voir Frei.

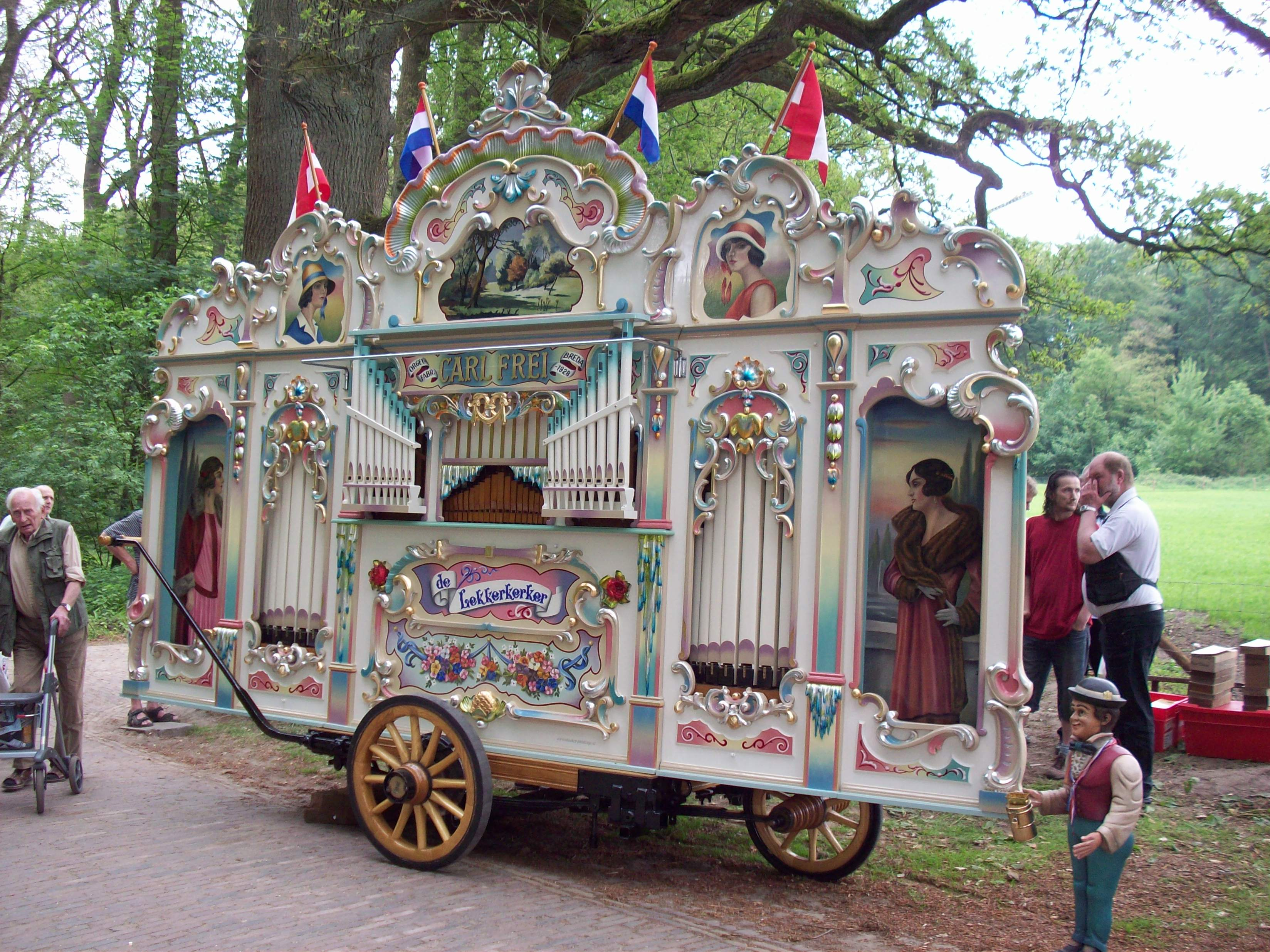
Lekkerkerker, orgue de barbarie construit par Carl Frei en 1926. (90 touches)

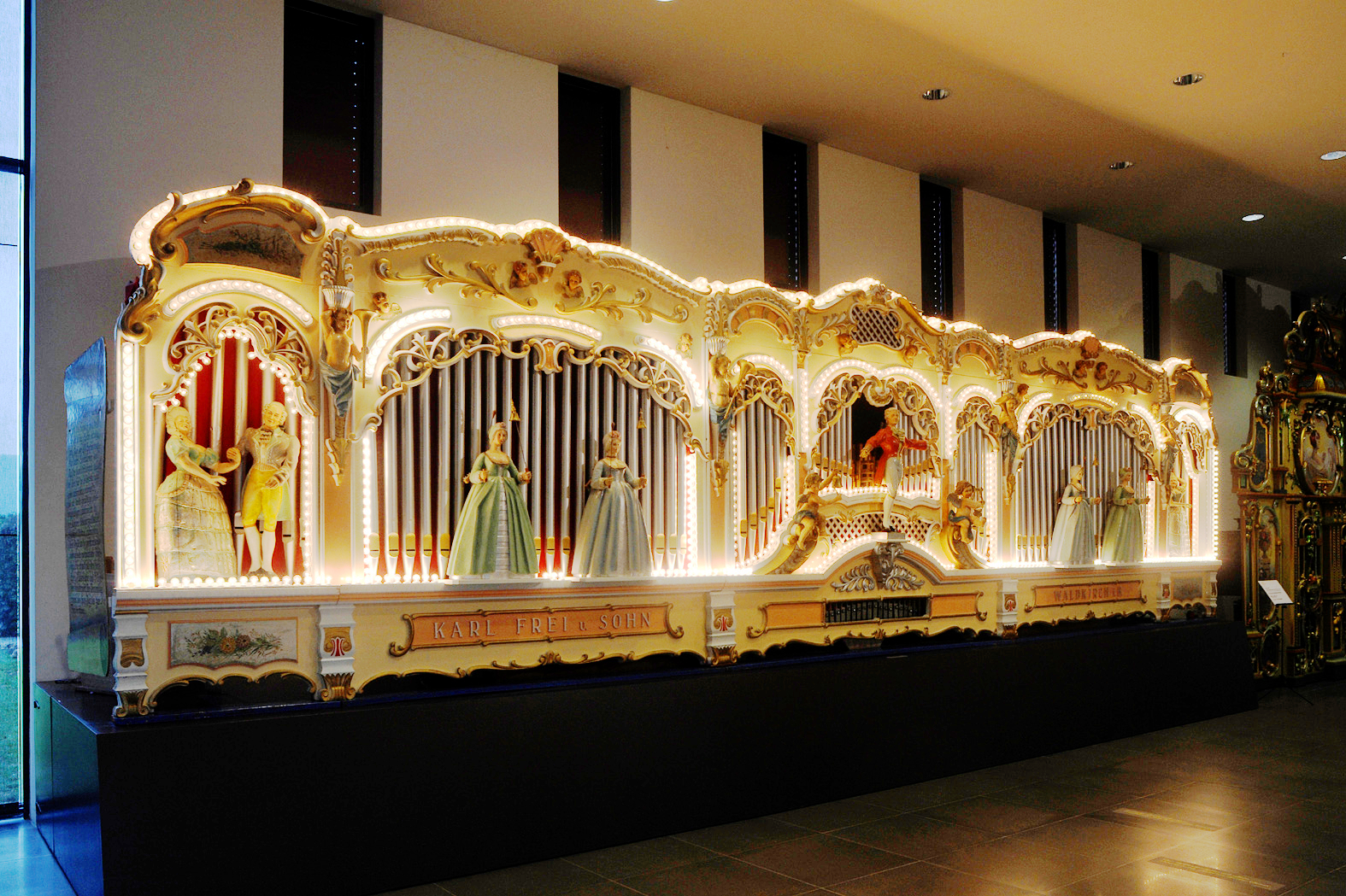
Orgue de foire par Karl Frei & Sohn, à Waldkirch, et exposé au, à Seewen.

Carl Frei (4 avril 1884 - 10 mai 1967) est un facteur d'orgue, compositeur et arrangeur musical allemand, et fondateur d'une entreprise de fabrication d'orgues limonaires et d'orgues de Barbarie.

## Biographie
Né à Schiltach, en Forêt-Noire, Frei est très tôt formé à la pratique de la musique. A neuf ans, il étudie l'harmonie et le contrepoint à l'académie de musique de Waldkirch. Dès l'âge de 14 ans, il travaille dans de prestigieuses manufactures d'instruments de musique telles que Bruder, Gavioli, Mortier et DeVreese, à Waldkirch et à Paris, et fréquente d'autres futurs célèbres facteurs d'orgues tel que Charles Marenghi.
Après la Première Guerre mondiale, Frei quitte la Belgique et se rend à Breda, aux Pays-Bas, pour devenir réparateur de ce qu'on appelait communément les orgues de Barbarie hollandais, des orgues de rue souvent équipés de roues. Malgré ce nom, cependant, ils étaient construits dans presque toute l’Europe sauf les Pays-Bas. Avant la Première Guerre mondiale, les manivelles des orgues de Barbarie étaient actionnées à la main et ils étaient facilement transportables, mais ils se désaccordaient régulièrement à cause des chocs causés par le pavage inégal des rues des villes hollandaises. Frei commence alors comme simple réparateur d'orgues, mais il remarque au fil du temps que, à cause du bruit accru de la rue due à la multiplication des automobiles, beaucoup de musiciens en viennent à souhaiter un instrument capable de jouer plus fort et plus distinctement.
Il commence alors, en parallèle de ses restauration d'orgues anciens, à fabriquer dès 1920 ses propres orgues, avec un certain nombre d'innovations. Il conçoit un nouveau registre d'orgue, appelé bourdon céleste, pour remplacer les clarinettes et les vox humana, composé de deux rangées de tuyaux au son éclatant capable de produire des trémolos. Il y incorpore aussi une section de violon amplifiée par l'ajout d'un jeu de violon-céleste, et il introduit également des flûtes unda maris dans la section mélodique du comptoir, tous dans ce même type de registre. Certaines de ses productions les plus grandes, avec 90 touches, étaient comparés à des châteaux de rue, tandis que son orgue de concert itinérant Carl Frei était considéré comme le plus grand orgue de foire itinérant du monde, avec 112 touches.
Contraint de quitter les Pays-Bas après la Seconde Guerre mondiale, Frei retourne à Waldkirch où il meurt en 1967, à l'âge de 83 ans. L'entreprise perdure avec son fils Carl Frei Junior, jusqu'à son décès en 1997.